# Jean-Pierre Biondi
Pour les articles homonymes, voir Biondi.
Jean-Pierre Biondi, né le 25 avril 1929 à Creil (Oise), est un journaliste, essayiste et militant de gauche français.

## Biographie
Né à Creil, fils du député maire socialiste de cette ville Jean Biondi, Jean-Pierre est élève au lycée Rollin (aujourd'hui Decour) et porte un moment le nom de Georges Batelier avant que son père, révoqué par le régime de Vichy, soit arrêté et déporté au camp de concentration de Mauthausen.
Après guerre, licencié ès lettres, diplômé d'études supérieures d'histoire à la Sorbonne, il est proche des trotskistes qui militent à l'aile gauche de la SFIO, et notamment de Jean Rous, dont il devient le collaborateur. Il adhère en 1948 au Rassemblement démocratique révolutionnaire, avant de rejoindre, en 1953, la section socialiste de Creil et d'entrer dans la presse écrite (Combat, Société générale de presse, Franc-Tireur, Demain) puis à la Radio-Télévision française (1956). Il y occupe successivement les fonctions de journaliste à Paris Vous Parle, correspondant en Tunisie, directeur du Bureau d'information en Alsace (Prix des Actualités Régionales 1964), puis responsable de la communication au Service de la Recherche dirigé par Pierre Schaeffer.
Il participe en tant que délégué syndical à la grève de mai-juin 1968.
Ecarté de l'antenne, il part en Afrique comme conseiller pour l'audio-visuel du président Léopold Senghor. Il demeure huit ans à Dakar où il contribue à la création et l'animation de la revue culturelle africaine Éthiopiques.
De retour en France en 1979, il est nommé directeur à l'Agence de la francophonie (ACTT) et y achève son activité professionnelle en 1989.
Parallèlement, Jean-Pierre Biondi milite d'abord à la SFIO dont il est exclu en 1957 pour ses prises de position publiques contre la politique algérienne du gouvernement du socialiste Guy Mollet. Il rejoint le PSU à sa fondation en 1960 et en est le candidat aux élections législatives de 1962 à Cherbourg. Lié d'abord au courant Poperen au sein du PSU, il s'en écarte et abandonne la politique active au profit de l'écriture, notamment d'essais historiques sur la colonisation dont un couronné par l'Académie française.
Jean-Pierre Biondi est chevalier de la Légion d'honneur (1988), officier de l' Ordre du Mérite, commandeur de l'Ordre du Lion (Sénégal).

## Publications
Essais, Chroniques
- La presse parisienne sous la Commune de 1871. (Mémoire de thése dirigé par Georges Bourgin)
- Le Tiers-Socialisme, Flammarion, 1976 (préface de Bernard Pingaud, postface de Jean Rous)
- Saint-Louis du Sénégal. Mémoires d'un métissage, Denoël, 1987, prix Marie-Eugène Simon-Henri-Martin de l’Académie française en 1988
- 16 pluviôse An II,les Colonies de la Révolution (en collaboration avec F.Zuccarelli)), Denoël, 1989
- Les Anti-colonialistes (avec la collaboration de Gilles Morin), Robert Laffont, 1992 ; Hachette Pluriel, 1993
- Senghor ou la Tentation de l'Universel, Denoël, 1993
- La Mêlée des pacifistes Maisonneuve et Larose, 2000 (préface de Jean-Jacques Becker)
- Clio et les Grands-Blancs.La décolonisation inachevée, Libertalia, 2010
- Chroniques franco-citoyennes, Dictus Publishing, 2013

Blog
 Mémoire et Société(2011-2021), 500 articles politiques et culturels
Participation à une publication collective
- Les Grands Révolutionnaires, Martinsart 1978
- Dictionnaire des Intellectuels français, Seuil 2005
- Revue culturelle Ethiopiques, 1975-1979

ROMANS
- La Liberté de tous, Julliard, 1953
- Le Figurant, Julliard, 1955

Poésie, récits
- Intra muros (avec des encres de Pierre Cabanne), Bordas, 1952
- Vent debout , Calmann- Lévy, 1951
- Foules, St-Germain des Prés, 1988
- A mots ouverts, hors commerce, 1990
- Les Quatre Eléments, Nouvelles Editions Debresse, 1991
- Vos Villes m' intéressent (avec une gravure de Sergio Ceccotti), Mangea Luzer, Nîmes, 1994
- Si je change de nuit (avec une photographie de Lucien Hahn), L'Harmattan, 1999
- Métissages, L'Harmattan, 2002
- Les Ages (37 exemplaires,avec une gravure de Gilou Brillant), hors commerce, 2005
- Une aire de jeux, hors commerce (tirage restreint) , 2017
- Contrainte de l'eau, L'Harmattan, 2023

SOURCES
- Jean Maitron, Dictionnaire biographique du mouvement social (tome 2), éditions de l'Atelier, 2006
- Recueil biographique de la Francophonie, Agence de la Francophonie- Centre Richelieu, 1986
- Pierre Vidal-Naquet, Mémoires (tome 2), Seuil, 1998
- Marc Heurgon, Histoire du PSU (tome 1), La Découverte, 1994
- Robert Prot, Dictionnaire de la radio, Presse universitaire de Grenoble-INA, 1998
- P.-M. Dioudonnat, Dictionnaire des 10 000 dirigeants politiques français, Sedopoulos, 1977
- Christine Lévisse-Touzé et Dominique Veillon, Libération nord, La documentation Française, 2013
- Serge Moscovici, Chronique des années retrouvées, Grasset 2019
- Gilles Morin, Contre la guerre d' Algérie (1954-60), L'arbre bleu, 2024